# Lónfell
Lónfell är ett berg i republiken Island. Det ligger i regionen Västfjordarna, 180 km norr om huvudstaden Reykjavík. Toppen på Lónfell är 752 meter över havet.
Närmaste större samhälle är Bíldudalur, omkring 19 kilometer väster om Lónfell. Trakten runt Lónfell består i huvudsak av gräsmarker.